# Райская птица Бенсбаха
Райская птица Бенсбаха — спорный таксон воробьинообразных птиц из семейства райских птиц (Paradisaeidae), рассматриваемый в качестве либо гибрида (Ptiloris magnificus × Paradisaea minor), либо самостоятельного вида (Janthothorax bensbachhi).

## Открытие и систематика
Таксон известен по единственному экземпляру, который был добыт до 1894 года в горах Арфак (Arfak) на северо-западе Новой Гвинеи. Экземпляр был передан Лейденскому музею Натуралис Якобом Бенсбахом, голландским резидентом в Тернале, и был назван в его же честь швейцарским зоологом Иоганном Бюттикофером (Johann Büttikofer).
В 1930 году немецким зоологом Эрвином Штреземанном было выдвинуто предположение, длительное время бывшее общепринятым среди орнитологов, что данный таксон является гибридом между малой (Paradisaea minor) и великолепной щитоносной (Ptiloris magnificus) райскими птицами. Данная теория объясняет чрезвычайную редкость птиц с подобным фенотипом с точки зрения морфологии предполагаемого гибрида.
Британский специалист по недавно вымершим животным Эррол Фуллер (Errol Fuller) придерживается версии, что данный таксон является самостоятельным видом. По его мнению, теория Штреземанна о гибридном происхождении имеет ряд спорных моментов, поскольку изучение окраски вероятных родительских видов порождает спорные вопросы о тех либо иных деталях оперениях и их окраске. Окончательный ответ вопрос о статусе данного таксона может дать сравнительный анализ ДНК музейного экземпляра и ДНК предполагаемых родительских видов.

## Описание
Единственный известный экземпляр представляет собой тушку самца. Окраска туловища шоколадно-бурая и иссиня-черная с отливающими голубым и зеленым металлическим блеском перьями на голове. Особый интерес представляют характерные для самцов райских птиц длинные перья по бокам тела, того же тёмно-бурого цвета. Центральные рулевые перья почти в два раза превышающие в длину другие перья хвоста, металлически-зелёного цвета. Отдельные перья, в частности, кроющие перья крыльев, имеют охристо-бурые отметины, что может свидетельствовать о неполном переходе оперения птицы во взрослый наряд.